# Spathius rusticuloides
Spathius rusticuloides är en stekelart som beskrevs av Nixon 1943. Spathius rusticuloides ingår i släktet Spathius och familjen bracksteklar. Inga underarter finns listade i Catalogue of Life.